# Манастир Темска
Манастир Темска, посвећен Светом Ђорђу, припада Епархији нишкој Српске православне цркве из 14. века и представља непокретно културно добро као споменик културе од великог значаја од 1948. године.
Смештен је на траси пута Пирот — Топли До, у атару села Темска, на 20-ак километара од Пирота. Смештен на левој обали реке Темштице, припијен уз брдо.
Старешина манастира је схи-игуманија Ефросинија (Ристић), са сестринством на челу од 2. децембра 1999. године. Духовник је Леонид (Чолић).

## Архитектура манастира
Манастирска црква је у самој основи сажети уписани крст, са осмостраним кубетом који носе лукови и ова црква је једна најстаријих цркава изграђена на тај начин. Изграђена је у Моравском стилу, али са благим поједностављењем самог стила. Унутрашњост цркве, фрескосликраство, креирана је у два наврата:
1. Први живопис је осликан 1576.-е године када је и сам наос осликан, где је основна тематика фрески и главне композиције из циклуса Великих празника и самог страдања Христовог.
2. Други живопис је осликан скоро 80 година касније, тачније 1654.-е године када се и дозидава и осликава једноставни правоугаони нартекс, што је заслуга игумана Симеона.

У самом нартексу се истиче житије Св. Ђорђа на фрескама. Ради заштите фасадног украса испред нартекса је подигнут трем. Фреске које су овде настала сматрају се делом српских зографа, који су такође осликали још неке храмове моравског стила.
Седамдесетих година 20. века извршена су археолошка истраживања у самом комплексу манастира и том приликом је одрађена и конзервација живописа и саме архитектуре храма.

## Историјат манастира
Сам манастир је добио име по старом граду Темцу у близини самог манастира, надомак Пирота. Цркву су подигли браћа Дејановићи, који су били у сродству са царом Душаном. Подигли су је у 14. веку на темељима првобитног храма који је ту био још од 11. века и чијег ктитора нико не зна ко је био. У околини манастира смештена су четири коначишта. Два су подигнута у 16. веку док је манастир још увек био мушки. Постоји натпис у првој припрати који говори да је храм обнављан 1655. године. Обнова оба конака и саме цркве одиграла се 1699. године од стране игумана Партенија, који је такође саградио и чесму која и дан данас стоји на истом месту. Обесни Черкези су 1876. године опљачкали и оштетили манастир и цркву са живописом, а старог болесног калуђера, бацили са висине "да се здроби". Био је 1880. године отац Доротије једини становник тог манастира. Стара манастирска богослужбена књига "Триодион", штампана у Трговишту 1649. године однета је 1880. године у београдску Народну библиотеку. Извештај о поседу манастира из 1889. године сведочи о његовом сиромаштву. Тада је било 45 хектара оранице и 27 под шумом.
Старешини манастира оцу Никону, Русу суђено је 1927. године у Пироту. На суду је био ослобођен оптужбе за проневеру 600.000 динара у обвезницама ратне штете, "јер је то урадио у најбољој намери". Следеће, 1928. године у манастир долазе око четрдесетак Рускиња, након Октобарске револуције, и од тог момента манастир постаје женски и остаје до данас такав. Управу манастира 1992. године преузима игуманија Јелена (Стевановић) где је била све до 1999. године .Тада је подигнуто и треће коначиште од стране Рускиња, док је четврто коначиште подигнуто тек 2000. године за време владавине епископа нишкога господинаИринеја (Гавриловића) и игуманије Ефросиније (Ристић), која је и даље старешина манастира.
Овај манастир је одиграо огромну улогу у образовању локалног становништва пиротског округа. Јеромонах Ћесарије, дошавши из Хиландара у Темску 1836. године, основао је прву школу у околини и почео са описмењивањем мештана - у манастирским ћелијама. Ускоро затим, Ћесарије добија помоћ школованог учитеља. Заједно са учитељем, Ћесарије бива погубљен од стране Турака који су касније и настанили сам манастир, а након одласка су и запалили цркву. Школа у оквиру манастира радила је све до 1892. када се отвара школска установа у самом селу Темска.
У манастиру тренутно живе Игуманија Ефросинија Ристић и монахиња Недеља, као и духовник јеромонах Леонид (Чолић)

## Занимљивости
У дворишту манастира сахрањен је капетан Милутин Карановић, који је дао свој живот у Другом српско-турском рату, приликом ослобађања Пирота од Турака, 13. децембра 1877. године у атару села Нишор. Командант његов пуковник Љубомир Ивановић са официрима Друге Шумадијске дивизије, поставили су над хумком велики дрвени крст са натписом, а удовица капетанова му је ту подигла скромни споменик.
У самом манастиру се праве мелеми за лечење псоријазе, против опадања косе, проширених вена и многих других сличних обољења.